# ロッケッタ・ディ・ヴァーラ
ロッケッタ・ディ・ヴァーラ(イタリア語: Rocchetta di Vara)は、イタリア共和国リグーリア州ラ・スペツィア県にある、人口約700人の基礎自治体（コムーネ）。

## 地理

### 位置・広がり

#### 隣接コムーネ
隣接するコムーネは以下の通り。括弧内のMSはマッサ＝カッラーラ県所属を示す。
- ベヴェリーノ
- ボルゲット・ディ・ヴァーラ
- ブルニャート
- カーリチェ・アル・コルノヴィーリオ
- ムラッツォ (MS)
- ゼーリ (MS)
- ジニャーゴ

### 地震分類
イタリアの地震リスク階級 (it) では、2 に分類される
。

## 行政

### 分離集落
ロッケッタ・ディ・ヴァーラには、以下の分離集落（フラツィオーネ）がある。
- Beverone, Garbugliaga, Cuccaro, Rocchetta (capoluogo), Stadomelli, Suvero, Veppo